# David Janssen
David Janssen, ursprungligen Meyer, född 27 mars 1931 i Naponee, Nebraska, död 13 februari 1980 i Malibu, Kalifornien, var en amerikansk skådespelare.
Han började som barnskådespelare och hade biroller i filmer från början av 1950-talet. Han hade medelmåttig framgång inom filmen. Däremot blev han världskänd i olika TV-serier. Janssens mest kända roll är förmodligen som Dr. Richard Kimble i TV-serien Jagad ('The Fugitive') åren 1963-1966.
Han avled i en hjärtattack, 48 år gammal.

## Filmografi (urval)
- Yankee Buccaneer (1952)
- Flygeskadern Lafayette (1958)
- Från helvetet till evigheten (1960)
- Jagad (TV-serie) (1963-1966)
- De gröna baskrarna (1968)
- The Longest Night (1972; TV-film)
- Harry O (1974; TV-serie)
- En gång är inte nog (1975)
- Nowhere to Run (1978; TV-film)
- Kampen om Colorado (1978; TV-serie)
- SOS Titanic (1979)
- The Golden Gate Murders (1979; TV-film)